# کیکاووس زیاری
عنصرالمعالی کیکاووس بن اسکندر بن قابوس زیاری از امیرزادگان دودمان زیاریان و نویسندهٔ کتاب قابوس‌نامه بود. تبار کیکاووس از خاندانی است که در نواحی طبرستان و گرگان سال‌ها حکومت و امارت داشتند؛ اما در به حکومت رسیدن خود او تردید وجود دارد. کیکاووس حاصل ازدواج اسکندر بن قابوس زیاری و دختر مرزبان بن رستم باوندی بود.
کیکاووس و پسرش گیلانشاه، آخرین اعضای خاندان زیاری هستند که در تاریخ شناخته‌شده‌اند؛ اما مشخص نیست که آیا آن‌ها همچنان امارتی هرچند کوچک، در کوهستان‌های البرز داشتند یا خیر. به روایتی او که پس از ۲۱ سال امیری درگذشت. نظرات مورخان در این باره بسیار متفاوت و گوناگون است. کیکاووس بیشتر عمر خود را دور از وطن خود به عنوان یک نجیب‌زادهٔ تبعیدی، در خدمت سلاطین معاصر گذراند. او در رکاب سلطان مودود و ابوالسوار شاوور در جنگ‌هایی علیه نامسلمانان هندوستان و ماورای قفقاز شرکت کرد و در یکی از این جنگ‌ها، در گرجستان، مجروح شد و بنا بر روایتی درگذشت. بنا بر روایت دیگری، او سپس به لاهور، نزد شیرزاد بن مسعود، رفت و تا دههٔ آخر قرن پنجم زنده بود.
کیکاووس بیش از هر چیز، به خاطر نگارش پندنامه‌ای به زبان فارسی شناخته می‌شود که برای نصیحت پسر و جانشینش، گیلانشاه زیاری، به رشتهٔ تحریر درآورد. این پندنامه، قابوس‌نامه نامیده می‌شود. قابوس‌نامه کتاب مهمی در ادبیات فارسی برشمرده می‌شود که در چهل و چهار باب، پر از حکایت‌های گوناگون عبرت‌دهنده است و با متنی ساده و نزدیک به فارسی معیار امروزی نوشته شده است. کیکاووس با تجارب گسترده خود در این کتاب تصویر بسیار کاملی از جامعهٔ ایران در قرون میانه ارائه می‌دهد که از دیدگاه یک اشراف‌زاده که درک دقیقی از مسائل مربوط به زندگی رعایا دارد، بیان می‌شود.

## پیش‌زمینه

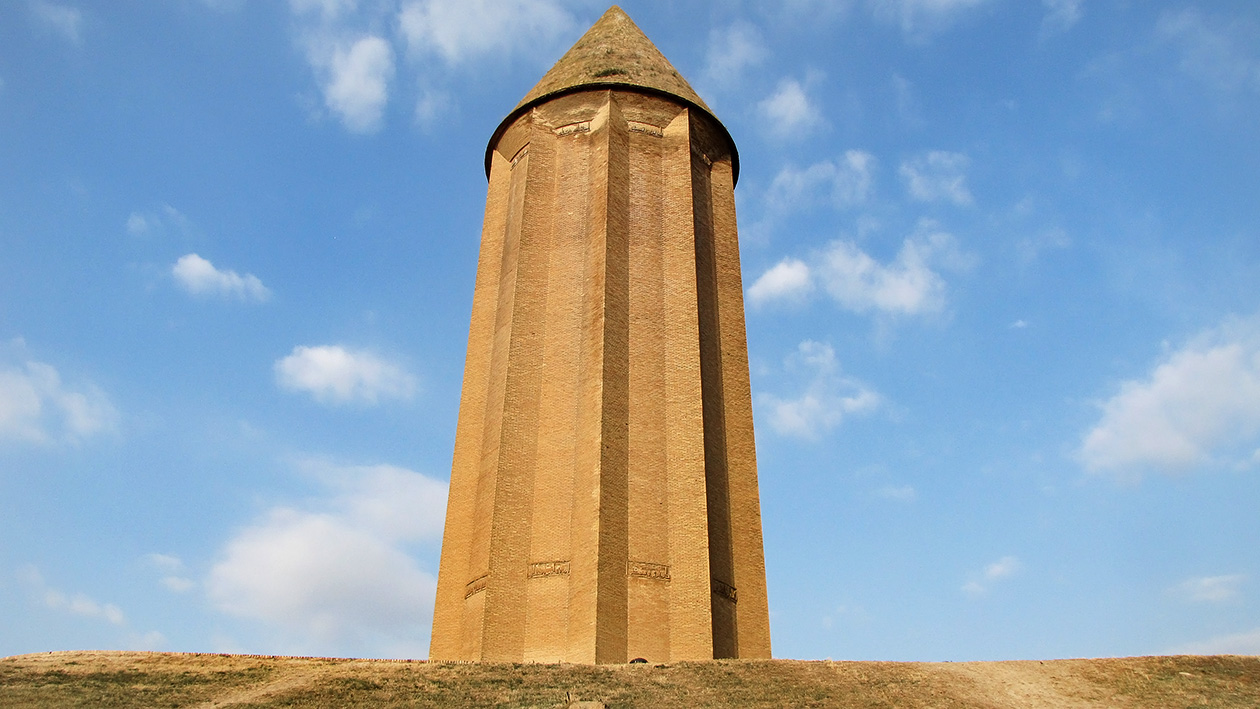
کتابی که کیکاووس نگاشت در ابتدا نصیحت‌نامه نام داشت ولی آن را به اسم قابوس‌نامه می‌شناسند؛ که اشاره به نام پدربزرگ او، قابوس بن وشمگیر، دارد که در برج گنبد قابوس مدفون است.

## نویسندگی

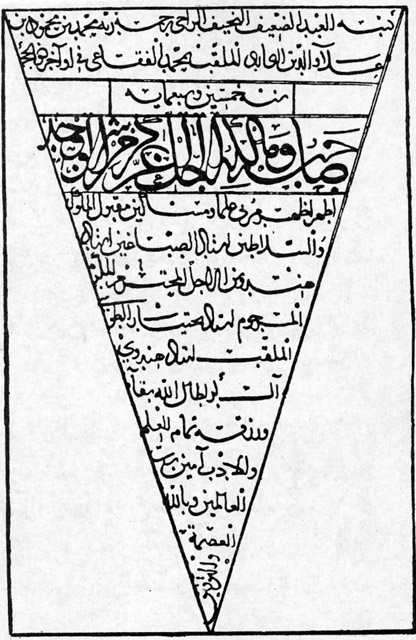
ترقیمهٔ نسخهٔ خطی قابوس‌نامه در کتابخانه و موزه ملی ملک. کتاب قابوس‌نامه‌ای که توسط سعید نفیسی تصحیح و منتشر شد، بر اساس نسخهٔ کتابخانهٔ ملک است.

## منبع‌شناسی